# Konrad I (burgrabia Norymbergi)
Konrad I (burgrabia Norymbergi) (ur. około 1186; około 1260)  – hrabia von Zollern, burgrabia Norymbergi w latach 2018–1260. Był trzecim burgrabią norymberskim pochodzącym z rodu Hohenzollernów.
Był synem Fryderyka I. Ożenił się z Adelheidą von Frontenhausen, z którą miał dwóch synów i trzy córki:
- Fryderyka III (burgrabiego Norymbergi)
- Konrada II (około 1220–1314)
- Adelajdę, (zm. 1304)
- Sofię, (zm. 1278)
- Justynę[1]

## Zobacz
- Burgrabstwo Norymbergi